# Ministère de la communication, de l'économie numérique et de la modernisation de l'administration (Mali)
Le Ministère de la communication, de l'économie numérique et de la modernisation de l'administration (MCENMA) est un ministère Malien.

## Mission
Le ministère élabore les politiques de communication publique, de développement numérique et de modernisation administrative. Il supervise les médias, étend l’accès au numérique et digitalise les services publics. Elle s'efforce d'assurer une gestion plus efficace, une information de confiance et une gouvernance claire.

## Ministres
De 2020 à 2024, Hamadoun Touré est le ministre de la communication, de l'économie numérique et de la modernisation de l'administration du mali.
Depuis 2024, Monsieur Alhamdou Ag Ilyene est le nouveau ministre de la communication, de l'économie numérique et de la modernisation de l'administration du mali.

## Siège
Le ministère chargé de la communication, de l'économie numérique et de la modernisation de l'administration à son siège à Bamako.